# Peugeot 905

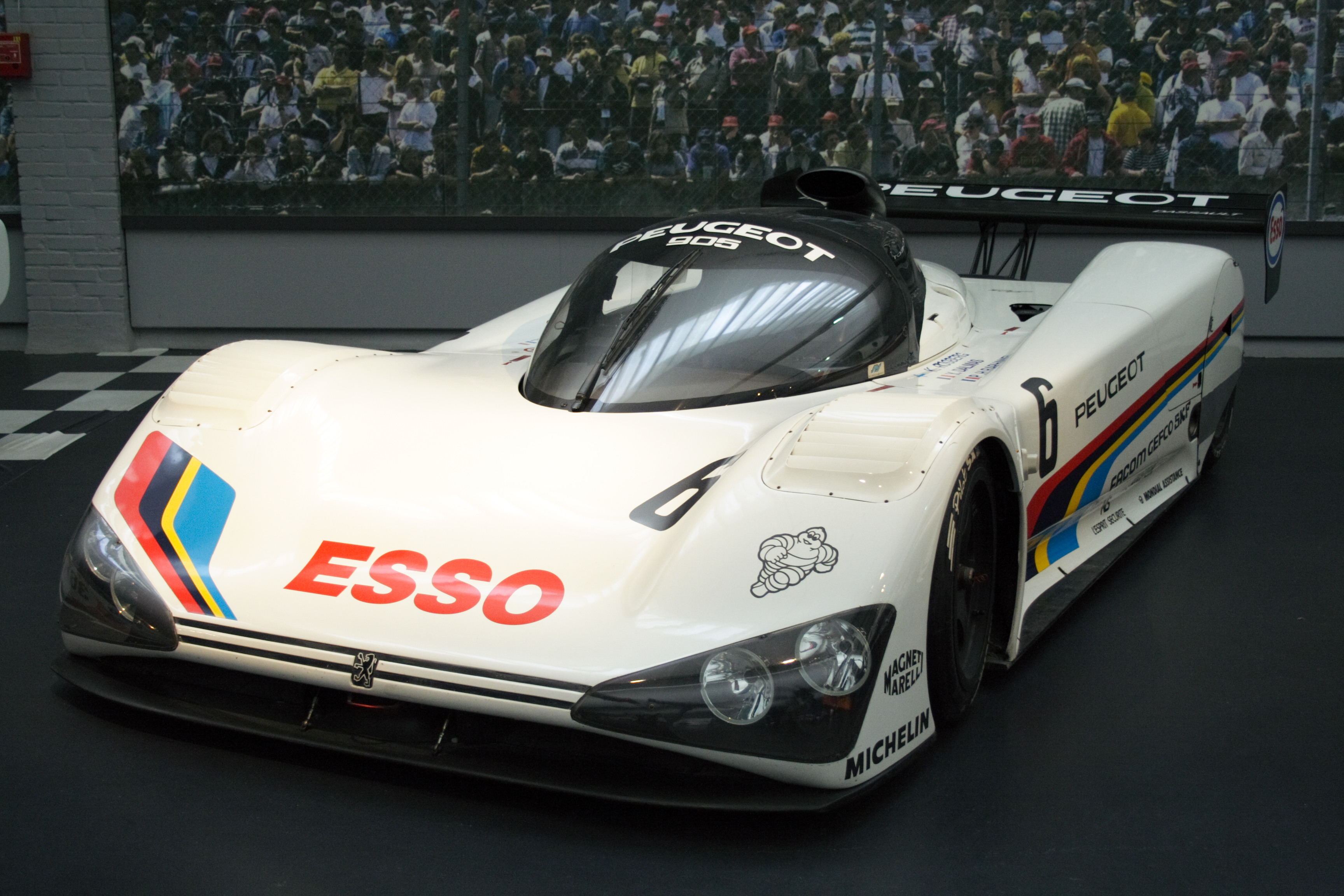
De Peugeot 905 in 2006.

De Peugeot 905 is een racewagenprototype van Peugeot uit 1990.
De Peugeot 905 werd wereldkampioen in 1992 en heeft de 24 uur van Le Mans van 1992 en 1993 gewonnen.
De ontwikkeling begon in 1988 als voorbereiding op de nieuwe vereisten die in de races van 1991 zouden gelden.
Het chassis van de Peugeot 905 is door Dassault gemaakt van koolstofvezel. De V10-motor heeft een cilinderinhoud van 3499 cc. De auto werd gebouwd in Vélizy-Villacoublay.
In 1992 werd de auto vrijwel compleet herbouwd, en kreeg de naam 905B.